# Стафордшир
Стафордшир (енгл. Staffordshire, Staffs) је грофовија у енглеској области Западни Мидлендс. Грофовија се граничи са грофовијама: Чешир, Дарбишир, Лестершир, Ворикшир, Западни Мидлендс, Вустершир и Шропшир.
Највећи град у грофовији је Стоук на Тренту и он има посебну администрацију као аутономан град. Статус града има још и знатно мањи Личфилд. Остали већи градови су: Стафорд (главни град грофовије), Бартон на Тренту, Канок, Њукасл под Лајмом и Тамворт. До 1974. овој грофовији су припадали Вулверхемптон и Волсол, који су од тада у грофовији Западни Мидлендс.
Поред Стоука на Тренту, подручје грофовије је подељено на 8 дистрикта.